# جوایز هنری فیلم چونسا
جوایز هنری فیلم چونسا (انگلیسی: Chunsa Film Art Awards) همچنین با نام فستیوال فیلم چونسا ایچون (انگلیسی: Icheon Chunsa Film Festival) نیز شناخته می‌شود، یک مراسم اهدای جوایز فیلم است که از زمان تأسیس این جایزه توسط انجمن کارگردانان فیلم کره جنوبی در سال ۱۹۹۰ به صورت سالانه ارائه می‌شود. نام این مراسم اهدای جوایز برگرفته از تخلص یکی از بازیگران و فیلمسازان اولیهٔ کره‌ای از دوران فیلم صامت یعنی نا وون گیو است. عنوان‌های جوایزی که در این مراسم اهدا می‌شوند عبارتند از: بهترین فیلم، بهترین کارگردان، بهترین بازیگر نقش اول مرد، بازیگر نقش اول زن، بهترین بازیگر نقش مکمل مرد، بازیگر نقش مکمل زن، بهترین کارگردان تازه‌کار، بهترین بازیگر مرد تازه‌کار، بهترین بازیگر زن تازه‌کار، بهترین فیلمنامه، بهترین فیلم‌برداری، بهترین موسیقی/موسیقی متن، بهترین نورپردازی، بهترین تدوین، بهترین کارگردان هنری و جایزه فنی.